# Конюшина тимофіївкова
{{#ifeq:0|0|{{#if:Trifolium phleoides|{{#if:|[[]}}|[[]]}}}}
Конюшина тимофіївкова (Trifolium phleoides) — вид квіткових рослин родини бобових (Fabaceae). Рослина середземноморсько-чорноморсько-каспійського регіону. Це однорічна рослина 5–40 см заввишки з яйцеподібними суцвіттями й рожевими квітковими віночками.

## Біоморфологічна характеристика
Це трав'яниста волосиста однорічна, прямовисна чи висхідна рослина 5–40 см заввишки. Прилистки яйцеподібні, цілокраї. Листки чергові. Листочки нижніх листків обернено-яйцюваті, верхніх — від лінійно-видовжених до еліптичних, 8–25 мм. Суцвіття від яйцюватої до циліндричної форми, 7–22 × 7.5–13(15) мм, зазвичай на довгій ніжці. Чашечка дзвоникоподібна; трубка 10-жилкова; зубці майже рівні, трикутно-ланцетоподібні, гострі. Віночок з пелюстками спаяними основою, блідо-рожевий, 4–6 мм, коротший за чашечку або дорівнює її довжині. Плід сидячий, входить до чашечки, з одним насінням. Насіння 1–1.5 мм, гладке, жовтувате.

## Поширення
Рослина середземноморсько-чорноморсько-каспійського регіону: Алжир, Марокко, Туніс, Алжир, Лівія, Північний Кавказ, Україна — Крим, колишня Югославія, Албанія, Болгарія, Греція, Італія (у т. ч. Сардинія, Сицилія), Іспанія, Португалія, пн. Іран, Туреччина, Азербайджан. Населяє трав'янисті місця, лісові галявини тощо
В Україні вид росте на сухих схилах у Криму, дуже рідко (ок. Сімферополя, Ай-Петринська).